# Hans von Dieskau († 1563)

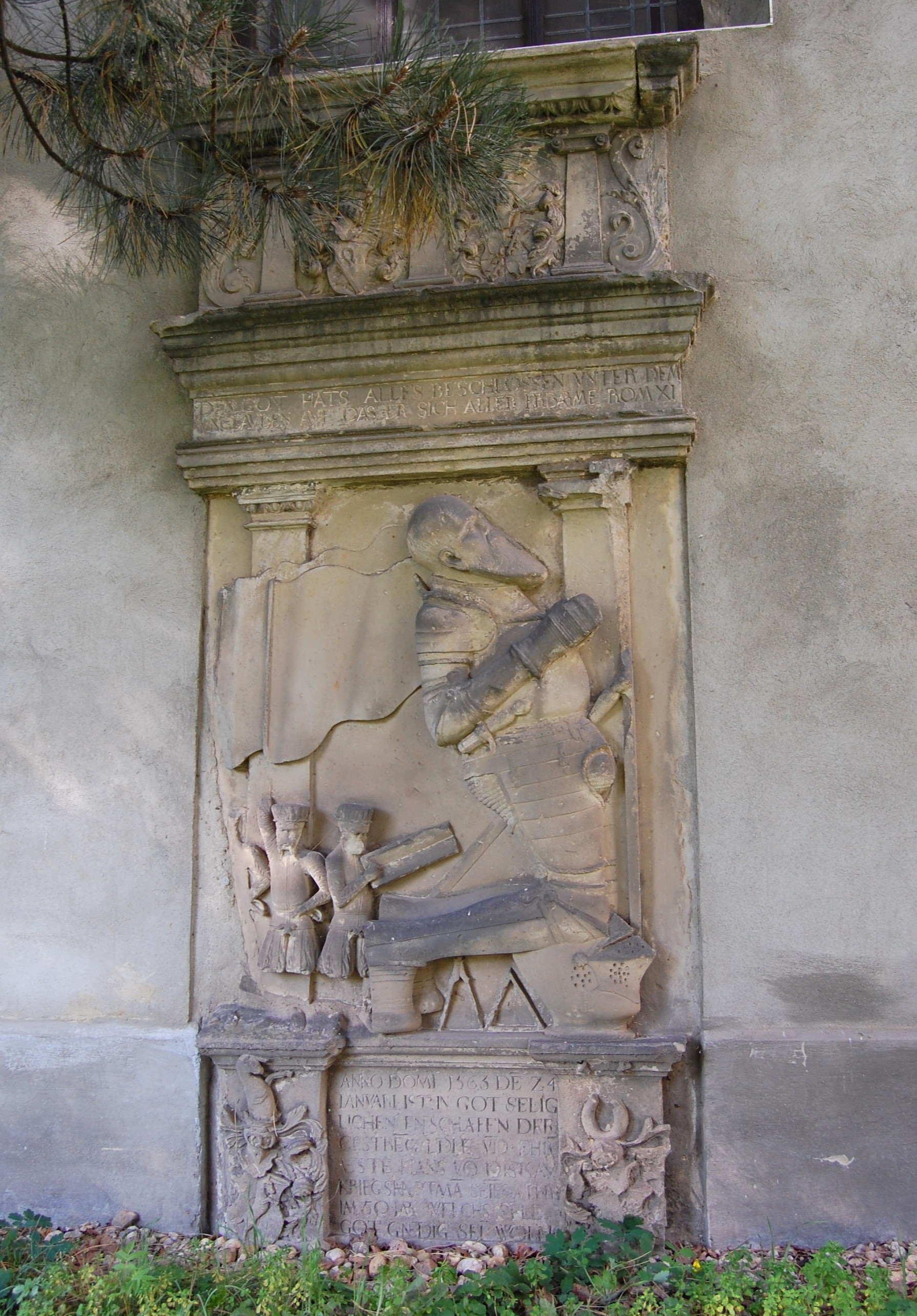
Epitaph für Hans von Dieskau an der Kirche St. Anna in Lochau

Hans von Dieskau (* um 1518; † 24. Januar 1563) war ein kaiserlicher Generalfeldzeugmeister sowie kursächsischer Kriegskommissar und Festungsbaumeister.

## Leben
Hans war Angehöriger des sächsischen Adelsgeschlechts von Dieskau. Ab 1541 war Hans von Dieskau als Oberbaumeister in Leipzig tätig. Als Baumeister arbeitete er ab 1. Juli 1558 in Dänemark und gilt dort als einer der ersten Architekten der Renaissance mit europäischem Format. Von ihm stammen die Verbesserungen an den Krogens aus dem Jahre 1558 und das 1560 erfolgte Projekt zum Umbau der Burg Krogen zur Festung Kronborg. Im gleichen Jahr kehrte Hans von Dieskau wieder nach Kursachsen zurück, wo er Generalfeldmeister wurde, zuletzt trat er in den Dienst des Kaisers in Prag, wo er 1563 als Generalfeldzeugmeister starb.
Er war Besitzer der beiden Rittergüter Lochau und Glesien. Zur Fastnachtszeit 1554 heiratete er am Dresdner Hof Maria geborene von Witzleben.
Sein Epitaph befindet sich noch heute an der Außenmauer der Kirche St. Anna in Lochau bei Landsberg.
Dietrich von Dieskau († 1583 im Unternehmen gegen Frankreich) auf Lochau und Otto von Dieskau († 1586, ohne Kinder) waren seine beiden, ihn überlebenden Söhne.